# Петар Стојановић (књижар)
Петар Стојановић (Београд, 26. мај 1860 — 5. јун 1910) био је српски књижар. Био је председник Дружине типографских радника у Београду, синдикални фукционер, и главни вођа штрајкова типографских радника 1894. и 1897. године.

## Рад

### Прве штампарије Ужичког краја
Задруга штампарских радника из Београда отворила је 1885. године у Ужицу Штампарско-књижарски филијал. Са машинама су стигли и први штампарски радници господин Пера Стојановић и господин Љубомир Црвенчић. Обојица су били словослагачи и убрзо након отварања Штампарско-књижарског филијала били су позвани у војску. Задруга штампарских радника 1887. пада под стечај, и Перу и Љубомира замењује штампар Лазар Ђ. Тришић.

### Лист Златибор
Штампарско-књижарски филијал Задруге штампарских радника у Ужицу, покреће од 1. маја 1885. године лист за месну потребу под именом Златибор Архивирано на веб-сајту  (30. мај 2019). Одговорни уредник ће бити деловођа филијале г. Пера Стојановић. Највероватније је да су догађаји претекли г. Перу Стојановића и он није стигао да припреми први број Златибора у назначено време. Како је по позиву отишао у војску, штампарске послове преузима г. Лазар Ђ. Тришић, који и Штампарско-књижарски филијал преузима као властиту штампарију.